# فرودگاه شهری آلبیون
فرودگاه شهری آلبیون (به انگلیسی: Albion Municipal Airport) یک فرودگاه همگانی بهره‌برداری هوایی است که یک باند فرود بتن دارد و طول باند آن ۱۱۲۸ متر است. این فرودگاه در شهر آلبیون، نبراسکا کشور ایالات متحده آمریکا قرار دارد و در ارتفاع ۵۵۰ متری از سطح دریا واقع شده‌است.